# واهرام آوانسیان
واهرام آوانسیان (Վահրամ Ավագի Ավանեսյան؛ زادهٔ ۱۸ ژانویهٔ ۱۹۶۲) یک اقتصاددان و سیاستمدار اهل ارمنستان است که از تاریخ ۱۹۹۶ تا تاریخ ۱۹۹۷ در دولت هراند باگراتیان و دولت آرمن سارگسیان سمت وزیر وزیر اصلاحات اقتصادی و ساختاری ارمنستان، از تاریخ ۱۹۹۸ تا تاریخ ۱۹۹۹ در دولت آرمن داربینیان سمت وزیر اقتصاد ارمنستان و از تاریخ ۸ مه ۲۰۱۳ تا تاریخ ۲۲ آوریل ۲۰۱۴ در دولت تیگران سارگسیان سمت وزیر اقتصاد ارمنستان را برعهده داشت.

## زندگی‌نامه
در ۱۸ ژانویهٔ ۱۹۶۲ در ایروان به دنیا آمد و از دانشگاه دولتی اقتصاد ارمنستان فارغ‌التحصیل شد. 

## یادداشت
1. ↑  ՀՀ տնտեսական և կառուցվածքային բարեփոխումների նախարար